# Geometrodes
Geometrodes là một chi bướm đêm thuộc họ Geometridae.